# Agrochola prolai
Agrochola prolai är en fjärilsart som beskrevs av Emilio Berio 1976. Agrochola prolai ingår i släktet Agrochola och familjen nattflyn. Inga underarter finns listade i Catalogue of Life.